# Плавання на Чемпіонаті світу з водних видів спорту 2022 — естафета 4x100 метрів вільним стилем (чоловіки)
Змагання з плавання в естафеті 4x100 метрів вільним стилем серед чоловіків на Чемпіонаті світу з водних видів спорту 2022 відбулися 18 червня 2022 року.

## Рекорди
Перед початком змагань світовий рекорд і рекорд чемпіонатів світу були такими:
| Світовий рекорд          | США | 3:08.24 | Пекін (Китай)            | 11 серпня 2008 |
| Рекорд чемпіонатів світу | США | 3:09.06 | Кванджу (Південна Корея) | 21 липня 2019  |

## Результати

### Попередні запливи
Попередні запливи розпочалися о 11:29 за місцевим часом.
| Місце | Заплив | Доріжка | Країна          | Плавці | Час     | Примітки |
| ----- | ------ | ------- | --------------- | --- | ------- | -------- |
| 1     | 2      | 4       | США             | Гантер Армстронґ (48.34) Раян Гелд (47.13) Джастін Ресс (47.57) Брукс Керрі (47.76)                                  | 3:10.80 | Q        |
| 2     | 2      | 5       | Австралія       | Вільям Янґ (48.63) Метью Темпл (48.40) Джек Картрайт (47.83) Кайл Чалмерс (47.11)                                    | 3:11.97 | Q        |
| 3     | 2      | 3       | Угорщина        | Себастьян Сабо (48.61) Крістоф Мілак (47.36) Річард Бохуш (48.71) Нандор Немет (47.70)                               | 3:12.38 | Q        |
| 4     | 1      | 3       | Велика Британія | Льюїс Баррас (48.69) Джеймс Ґай (48.29) Метт Річардс (47.99) Джекоб Віттл (47.58)                                    | 3:12.55 | Q        |
| 5     | 1      | 5       | Канада          | Руслан Ґазієв (48.78) Юрі Кісіл (48.75) Хав'єр Асеведо (48.27) Джошуа Льєндо (47.28)                                 | 3:13.08 | Q        |
| 6     | 1      | 4       | Італія          | Алессандро Мірессі (48.32) Томас Чеккон (49.00) Лоренцо Дзадзері (47.95) Мануель Фріго (47.86)                       | 3:13.13 | Q        |
| 7     | 2      | 6       | Бразилія        | Габріель Сантос (49.04) Марсело Черігіні (48.07) Феліпе Соуза (48.74) Вінісіус Ассунсан (47.91)                      | 3:13.76 | Q        |
| 8     | 2      | 2       | Сербія          | Велімір Степанович (48.98) Урош Ніколіч (48.93) Андрей Барна (47.25) Нікола Ачин (49.10)                             | 3:14.26 | Q        |
| 9     | 2      | 7       | Ізраїль         | Томер Франкель (49.08) Гал Коен Грумі (48.28) Денис Локтєв (48.86) Мейрон Черуті (49.13)                             | 3:15.35 |          |
| 10    | 2      | 8       | Китай           | Ян Цзіньтон (49.39) Hou Yujie (50.07) Хун Цзіньцюань (48.28) Пань Чжаньле (47.65)                                    | 3:15.39 |          |
| 11    | 1      | 2       | Швеція          | Бйорн Селіґер (49.06) Ісак Еліассон (48.46) Робін Гансон (48.45) Еліас Перссон (49.49)                               | 3:15.46 |          |
| 12    | 1      | 8       | Південна Корея  | Хван Сун Ву (48.07) Lee Yoo-yeon (49.09) Kim Ji-hun (49.23) Kim Min-joon (49.29)                                     | 3:15.68 |          |
| 13    | 1      | 6       | Греція          | Одіссеус Меланідіс (49.34) Стергіос Білас (48.87) Евангелос Макригіанніс (49.88) Дімітріос Маркос (49.74)            | 3:17.83 |          |
| 14    | 1      | 0       | Сінгапур        | Ке Чженвень (49.25) Джонатан Тан (49.08) Міккел Лі (49.99) Даррен Чуа (50.44)                                        | 3:18.76 |          |
| 15    | 1      | 7       | Єгипет          | Юссеф Рамадан (48.90) Марван Ель-Камаш (50.08) Abdelrahman Sameh (50.88) Мохамед Самі (49.60)                        | 3:19.46 |          |
| 16    | 1      | 1       | Таїланд         | Dulyawat Kaewsriyong (50.67) Tonnam Kanteemool (51.95) Раттахавіт Тхамманатхачоте (53.19) Навафат Вонгчароен (51.04) | 3:26.85 |          |
| 17    | 2      | 1       | В'єтнам         | Trần Hưng Nguyên (51.85) Hồ Nguyễn Duy Khoa (53.47) Хоанг Куї Фиок (50.56) Nguyễn Hữu Kim Sơn (52.32)                | 3:28.20 |          |
| —     | 2      | 0       | Гонконг         | Ніколас Лім (52.08) Іан Хо Lau Shiu Yue Cheuk Ming Ho                                                                | Диск.   | Диск.    |

### Фінал
Фінал відбувся о 19:36 за місцевим часом.
| Місце | Доріжка | Країна          | Плавці                                                                                          | Час     | Примітки |
| ----- | ------- | --------------- | ----------------------------------------------------------------------------------------------- | ------- | -------- |
| 1     | 4       | США             | Кайлеб Дрессел (47.67) Раян Гелд (46.99) Джастін Ресс (47.48) Брукс Керрі (47.20)               | 3:09.34 |          |
| 2     | 5       | Австралія       | Вільям Янґ (48.41) Метью Темпл (48.17) Джек Картрайт (47.62) Кайл Чалмерс (46.60)               | 3:10.80 |          |
| 3     | 7       | Італія          | Алессандро Мірессі (48.38) Томас Чеккон (47.57) Лоренцо Дзадзері (47.35) Мануель Фріго (47.65)  | 3:10.95 |          |
| 4     | 6       | Велика Британія | Льюїс Баррас (48.09) Джекоб Віттл (47.91) Метт Річардс (48.19) Том Дін (46.95)                  | 3:11.14 |          |
| 5     | 3       | Угорщина        | Нандор Немет (47.97) Себастьян Сабо (47.37) Річард Бохуш (49.01) Крістоф Мілак (46.89)          | 3:11.24 |          |
| 6     | 2       | Канада          | Джошуа Льєндо (47.87) Руслан Ґазієв (48.02) Хав'єр Асеведо (47.97) Юрі Кісіл (48.13)            | 3:11.99 |          |
| 7     | 1       | Бразилія        | Габріель Сантос (48.63) Марсело Черігіні (47.77) Феліпе Соуза (48.18) Вінісіус Ассунсан (47.63) | 3:12.21 |          |
| 8     | 8       | Сербія          | Велімір Степанович (48.99) Андрей Барна (47.06) Урош Ніколіч (48.65) Нікола Ачин (49.13)        | 3:13.83 |          |